# Bolivias herrlandslag i volleyboll
Bolivias herrlandslag i volleyboll representerar Bolivia i volleyboll på herrsidan. Laget har deltagit i sydamerikanska mästerskapet och sydamerikanska spelen flera gånger.

### Fotnoter
1. 1 2 3 4 5  ”Sud. Mayores - Masculino” (på engelska). Confederación Sudamericana de Voleibol. http://www.voleysur.org/v2/resultados/rankingpiso.asp?c=MayoresMasculino. Läst 20 november 2023.
2. ↑  Senaste tillfället då någon kontrollerade att de inmatade tabelluppgifterna stämmer. Uppgifter kan ha matats in senare utan att kontrolleras av någon annan